# 椟蛤蜊
是帘蛤目马珂蛤科马珂蛤属的一种。主要分布于中国大陆、台湾，常栖息在潮下带至20米。